# Bozzole
Bozzole (piemontesisch Bòssli) ist eine Gemeinde in der italienischen Provinz Alessandria (AL), Region Piemont.

## Lage und Einwohner
Bozzole liegt 23 km nördlich von der Provinzhauptstadt Alessandria am Po und an der Grenze zur Lombardei. Das Gemeindegebiet umfasst eine Fläche von 9 km² und hat 324 (Stand 31. Dezember 2023) Einwohner.
Die Nachbargemeinden sind Pomaro Monferrato, Sartirana Lomellina, Torre Beretti e Castellaro, Valenza und Valmacca.

## Geschichte

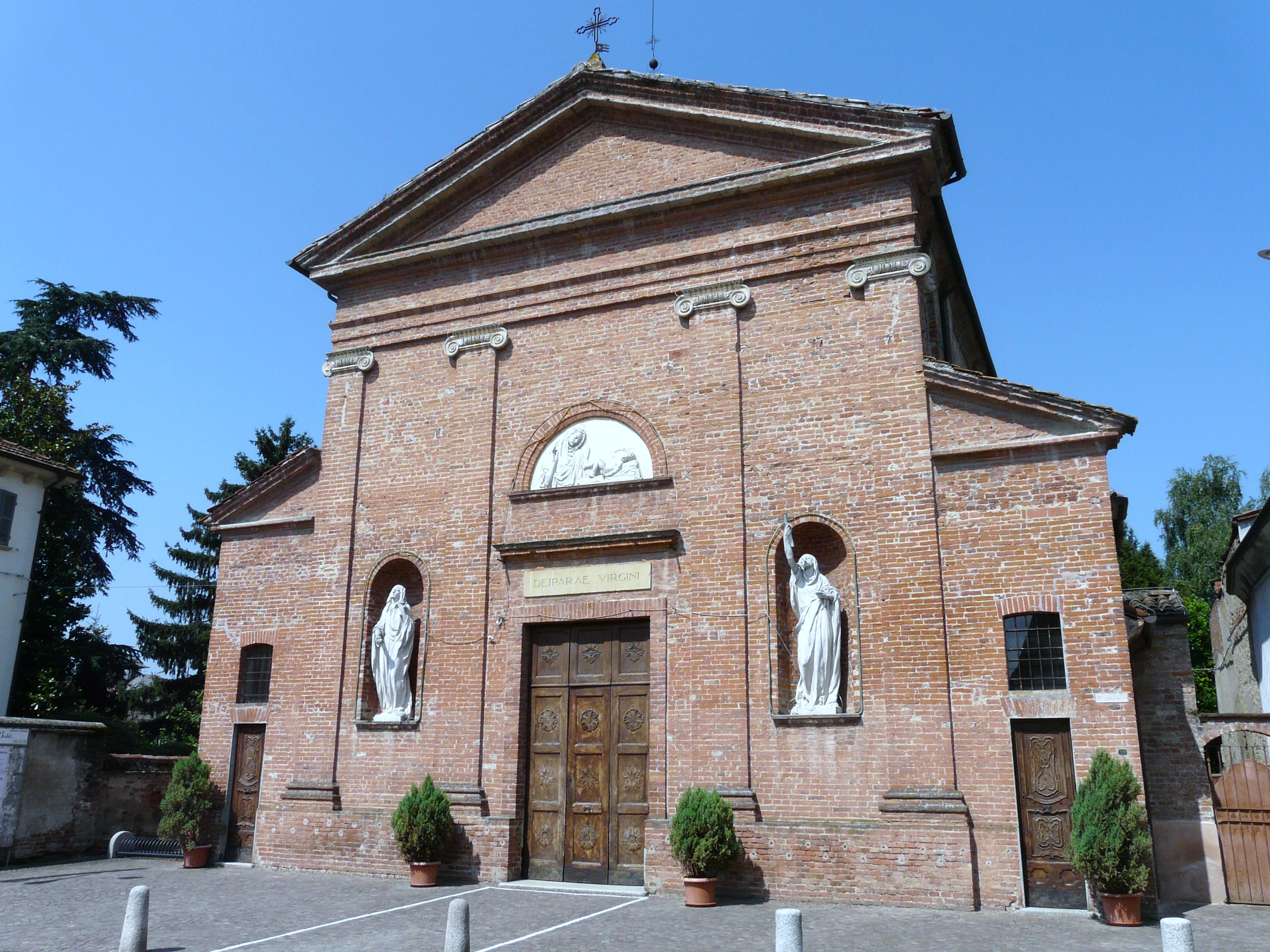
Kirche Mariä Heimsuchung

Seine Ursprünge scheinen, basierend auf der Bezeugung des Ortsnamens, bis ins Mittelalter zurückzugehen. Sein Name scheint von zwei verschiedenen Dokumenten abgeleitet zu sein. Die älteste Erwähnung ist die von „Bozolus“, abgeleitet vom spätlateinischen Wort BOZULUS „Weißdorn“, das andere legt jedoch die Ableitung des Dialektbegriffs „Bosa“ „Pfütze“ nahe, der zu Recht auf eine niedrige Stelle in der Nähe des Flusses Po hinweist. Außerdem war es, wie alle anderen Gemeinden der Gegend, im Besitz der Markgrafen von Monferrato. Von diesen erlangte es erst im Jahr 1479 seine Unabhängigkeit und wurde eine freie Gemeinde.
Im darauffolgenden Jahrhundert, im Jahr 1539, geriet es unter die Herrschaft der Savoyer, die es in den folgenden Jahren zunächst der Familie Ardizzi als Lehen vergaben, zu dem dann des Della Valle di Pomaro. Aufgrund seiner Lage in der Nähe des Flusses Po war die Stadt schon immer einer starken Überschwemmungsgefahr ausgesetzt, von der eine im Jahr 1684 zur Zerstörung der gesamten Stadt und der Pfarrkirche führte.
Zu den wenigen historischen Denkmälern gehört die Pfarrkirche Mariä Heimsuchung, die 1727 auf den Ruinen der durch Flussüberschwemmungen zerstörten Kirche erbaut wurde. 1776 wurde der Glockenturm um sechs Meter erhöht und neunzig Jahre später wurde die Orgel gebaut